# 乔治·赫伯特
乔治·赫伯特（英語：George Herbert，1593年4月3日—1633年3月1日），英国诗人、演讲家和牧师。他家境良好，接受了良好的教育，后来在剑桥大学及国会都拥有很高地位。在剑桥三一学院时，他的语言和音乐成绩就十分突出。他本来打算成为牧师，但他的学问引起了英王詹姆斯一世的注意，于是在国会待了两年。詹姆斯王死后，在朋友的鼓励下，他重新燃起对宗教的兴趣。1630年，他抛开凡尘，成为了英国国教会的圣职人员，担任圣安德鲁·伯莫顿小教区的神父了此余生。他对教区人民十分关心，经常在他们生病时为他们主持圣礼，为贫寒的家庭提供食物和衣服。在他的一生中，他坚持不懈的用一种精确的语言来创作宗教诗。英国国教会把2月27日作为他的纪念日。

## 早年
赫伯特生于威尔士蒙哥马利的一个富有、有名望、有文化、崇尚艺术的家庭。他的母亲Magdalen是约翰·多恩的好友和资助人；他的哥哥爱德华、后来的谢尔伯利领主，是一位重要的诗人和哲学家，常被称为英国自然神论之父。赫伯特的父亲理查·赫伯特在他三岁时去世，留下十个孩子和一个寡妇。
从威斯敏斯特学校和三一学院毕业后赫伯特被选为所在学院的主研究员。1618年，他被指定为修辞学高级讲师。1620年被任命为剑桥宣講員。他担任此职直到1628年。
1624年，他成为代表蒙哥马利郡的国会议员，颇受詹姆斯一世的赏识。然而国王于1625年去世，他的两个颇有影响力的资助人也在十年内死去。

## 担任教职
1630年，他在威尔特郡的一个乡村教区——伦敦西南越75英里的博莫顿成为了教职人员。他在那儿讲道和写诗；并且用自己的钱重建教堂。
1633年他完成了题为题为《庙宇：圣诗及个人宣泄》的组诗，无论在词义和视觉形式上都模仿教堂的建筑风格。上帝和爱的主题被赫伯特处理得具有玄学意味。
赫伯特身体不好，担任神职人员后仅三年就因肺结核去世。据说临死时他将《庙宇》的手稿交给了尼古拉斯·费拉拉，一个英国半隐修团体的创立者，告诉他若这些诗“对那些忧郁而可怜的灵魂有益”便将他们出版，不然就烧掉。

## 评价
托马斯·艾略特：“对邓恩来说，理智凌驾于感情之上，而赫伯特则让感性控制理性。”“如果认为赫伯特的诗仅仅对基督教徒有意义就大错特错了。”“对于每一位英诗的爱好者和研习者来说，赫伯特都是无法跳过的，无论是否信教。我这么说主要还不是因为那精湛的技巧、奇异的韵律、以及用词的妥帖，而是《庙宇》组诗那广博的内涵。”
W. H. 奥登：“我最愿意结识的两个诗人是威廉·巴恩斯和乔治·赫伯特。”
拉尔夫·沃尔多·爱默生：“赫伯特的诗是一个虔诚心灵以诗人之眼和圣徒之爱来探索世界之谜的表现。在这里，诗歌有了最高尚的用途。”